# Pseudaclytia rufogularis
Pseudaclytia rufogularis là một loài bướm đêm thuộc phân họ Arctiinae, họ Erebidae.